# Мінаков (Брянська область)
Мінаков (рос. Минаков) — селище в Дубровському районі Брянської області Російської Федерації.
Населення становить 19 осіб. Входить до складу муніципального утворення Дубровське міське поселення.

## Історія
Від 2005 року входить до складу муніципального утворення Дубровське міське поселення.

## Населення
| 2010 | 2013 |
| ---- | ---- |
| 20   | ↘19  |